# Constraint-Induced Aphasia Therapy
Die Constraint-Induced Aphasia Therapy (CIAT, dt. „einschränkungsinduzierte Aphasietherapie“) ist eine auf neurowissenschaftlichen Überlegungen begründete Therapieform, die Patienten mit einer erworbenen Sprachstörung (Aphasie) helfen soll, ihre Sprachfertigkeiten wiederzuerlangen. Die Therapie wurde analog zur Constraint-Induced Movement Therapy (CIMT), einer Therapie für Menschen mit erworbenen Bewegungsstörungen, entwickelt.

## Aphasien
Aphasien werden durch Schädigungen von Teilen des Gehirns ausgelöst, die in den meisten Fällen durch Sauerstoffunterversorgungen infolge eines Schlaganfalls entstehen. Durch die Läsionen im Gehirn kommt es zu Sprachstörungen. Bei etwa 40–60 Prozent der Patienten bleibt diese Schädigung lebenslang bestehen, d. h. die Aphasie wird chronisch. Während noch bis vor wenigen Jahren davon ausgegangen wurde, dass für diese Patienten keine Chance auf Besserung besteht, konnte mit neuen Therapieformen, allen voran mit der CIAT, gezeigt werden, dass die Neuroplastizität des Gehirns unter bestimmten Voraussetzungen eine Verbesserung der Sprachfähigkeit zulässt.

## Die Constraint-Induced Movement Therapy
Die CIMT (auch Forced-Use-Therapie) wurde maßgeblich vom Psychologen Edward Taub entwickelt. Taub entdeckte, dass Affen, welchen man die Nervenbahnen eines Arms durchtrennte (sog. Deafferentierung), diesen wieder einsetzten, wenn man sie daran hinderte, ihren noch gesunden Arm zu benutzen (daher das constraint im Namen der Therapie). Daraus entwickelten er und andere die CIMT.

## Neurowissenschaftliche Überlegungen
Man geht davon aus, dass die Affen zunächst versuchen, den deafferentierten Arm einzusetzen, aber dies aufgrund von Misserfolgen bald wieder aufgeben. Taub bezeichnete dies als learned non-use (erlernter Nichtgebrauch). Um diesen zu überwinden, hinderte er die Affen über längere Zeiträume hinweg daran, ihren gesunden Arm einzusetzen. Dieses Prinzip wurde auf die CIAT übertragen.

## Die drei Prinzipien der Constraint-Induced Aphasia Therapy
Die CIAT baut darauf auf, dass die Patienten in der Therapie daran gehindert werden, sich beispielsweise mittels Gesten oder Onomatopoetika zu verständigen (constraint) und so dazu gezwungen sind, sich der Sprache zu bedienen. Mittels shaping, also einer langsamen aber stetigen Steigerung des Schwierigkeitsgrades der Aufgaben, sollen die Fähigkeiten der Patienten wachsen.
CIAT zugrunde liegen die drei Prinzipien:
- massed practice principle (Prinzip der häufigen Praxis),
- behavioural relevance principle (Prinzip der Verhaltensrelevanz),
- focusing principle (Prinzip der Fokussierung).

Ersteres Prinzip besagt, dass die Therapie so oft und so lang wie möglich durchgeführt werden soll. So trivial dies klingen mag, stellt dieses Prinzip doch eine Neuerung dar, da teilweise zuvor sogar angenommen wurde, dass Aphasietherapie an sich keinen Sinn habe. Das zweite Prinzip geht davon aus, dass das Wiedererlernen der Sprachfähigkeit am besten gelingt, wenn es in einem relevanten Kontext geschieht. Das dritte Prinzip soll dazu dienen, dass die Patienten schwierigen Kommunikationssituationen nicht ausweichen, da es sonst zu einem learned non-use (erlernten Nichtgebrauch) kommen würde, den es zu verhindern gilt.